# Паттен, Генри
Генри Паттен (англ. Henry Patten; род. 6 мая 1996, Колчестер, Великобритания) — британский теннисист. Победитель двух турниров Большого шлема в парном разряде (Уимблдон-2024, Открытый чемпионат Австралии-2025); победитель пяти турниров ATP в парном разряде.

## Общая информация
Родился 6 мая 1996 года в Колчестере, в Англии, в Великобритании.

## Спортивная карьера
В 2021 году стал победителем одного турнира ITF серии «фьючерс» в одиночном разряде.
И в 2021—2024 годах стал победителем ещё двух турниров ATP, тринадцати турниров ATP серии «челленджер» и восьми турниров серии «фьючерс» в парном разряде.

### 2024
Весной Паттен и финн Харри Хелиёваара выиграли два турнира ATP 250 на грунте и ещё один раз дошли до финала. Ранее Паттен никогда не выигрывал турниры ATP.
В середине июля Паттен в парном разряде Уимблдонского турнира вместе с Харри Хелиёваарой дошёл до финала, где победили австралийцев Макса Пёрселла и Джордана Томпсона со счётом: 6-7(7), 7-6(8), 7-6(9).
Осенью Паттен и Хелиёваара выиграли турнир ATP 250 на харде в зале в Стокгольме.

### 2025
В январе Паттен и Хелиёваара выиграли Открытый чемпионат Австралии, победив в финале итальянскую пару Симоне Болелли и Андреа Вавассори. После этого Паттен поднялся на высшее в карьере третье место в парном рейтинге.

## Рейтинг на конец года
| Год  | Одиночный рейтинг | Парный рейтинг |
| ---- | ----------------- | -------------- |
| 2024 | —                 | 14             |
| 2023 | —                 | 69             |
| 2022 | 584               | 69             |
| 2021 | 700               | 774            |
| 2020 | 1166              | 1988           |

## Выступления на турнирах

### Финалы турниров Большого шлема в парном разряде (2)

#### Победы (2)
| №  | Год  | Турнир                       | Покрытие | Партнёр          | Соперники в финале              | Счёт                 |
| 1. | 2024 | Уимблдонский турнир          | Трава    | Харри Хелиёваара | Макс Пёрселл Джордан Томпсон    | 6-7(7) 7-6(8) 7-6(9) |
| 2. | 2025 | Открытый чемпионат Австралии | Хард     | Харри Хелиёваара | Симоне Болелли Андреа Вавассори | 6-7(16) 7-6(5) 6-3   |

### Финалы турниров ATP в парном разряде (9)

#### Победы (5)
| Легенда                       |
| ----------------------------- |
| Турниры Большого шлема (0+2)* |
| Итоговый турнир ATP (0)       |
| Мастерс (0)                   |
| АТР 500 (0)                   |
| АТР 250 (0+3)                 |

| Титулы по покрытиям | Титулы по месту проведения матчей турнира |
| ------------------- | ----------------------------------------- |
| Хард (0+2)*         | Зал (0+1)                                 |
| Грунт (0+2)         | Зал (0+1)                                 |
| Трава (0+1)         | Открытый воздух (0+4)                     |
| Ковёр (0)           | Открытый воздух (0+4)                     |

* количество побед в одиночном разряде + количество побед в парном разряде.
| №  | Дата            | Турнир                       | Покрытие   | Партнёр          | Соперники в финале              | Счёт                 |
| 1. | 6 апреля 2024   | Марракеш, Марокко            | Грунт      | Харри Хелиёваара | Лукас Мидлер Александр Эрлер    | 3-6 6-4 [10-4]       |
| 2. | 25 мая 2024     | Лион, Франция                | Грунт      | Харри Хелиёваара | Юки Бхамбри Альбано Оливетти    | 3-6 7-6(4) [10-8]    |
| 3. | 13 июля 2024    | Уимблдон                     | Трава      | Харри Хелиёваара | Макс Пёрселл Джордан Томпсон    | 6-7(7) 7-6(8) 7-6(9) |
| 4. | 20 октября 2024 | Стокгольм, Швеция            | Хард (зал) | Харри Хелиёваара | Петр Ноуза Патрик Рикл          | 7-5 6-3              |
| 5. | 25 января 2025  | Открытый чемпионат Австралии | Хард       | Харри Хелиёваара | Симоне Болелли Андреа Вавассори | 6-7(16) 7-6(5) 6-3   |

#### Поражения (4)
| №  | Дата           | Турнир            | Покрытие | Партнёр          | Соперники в финале              | Счёт               |
| 1. | 9 апреля 2023  | Хьюстон, США      | Грунт    | Джулиан Кэш      | Макс Пёрселл Джордан Томпсон    | 6-4 4-6 [5-10]     |
| 2. | 21 апреля 2024 | Бухарест, Румыния | Грунт    | Харри Хелиёваара | Садио Думбия Фабьен Ребуль      | 3-6 5-7            |
| 3. | 2 октября 2024 | Пекин, Китай      | Хард     | Харри Хелиёваара | Симоне Болелли Андреа Вавассори | 6-4 3-6 [5-10]     |
| 4. | 1 марта 2025   | Дубай, ОАЭ        | Хард     | Харри Хелиёваара | Юки Бхамбри Алексей Попырин     | 6-3 6-7(12) [8-10] |